# Teorema de Robbins
El teorema de Robbins, nombrado en honor al matemático estadounidense  Herbert Robbins que lo estableció en 1939, dice:
| Una función f es Riemann super-integrable en un intervalo [a, b] si y sólo si es continua en dicho intervalo. |

en donde la condición Riemann de super-integrabilidad establece:
| Una función real f es Riemann super-integrable en un intervalo [a, b] si existe un número I tal que para toda ε>0 y C>0, existe δ>0 tal que {\displaystyle \left\|I-\sum _{i=1}^{n}f(\xi _{i})(x_{i}-x_{i-1})\right\|<\varepsilon } para cualquier elección de puntos {\displaystyle x_{0},x_{1},\ldots ,x_{n}} y {\displaystyle \xi _{i},\xi _{2},\ldots ,\xi _{n}} en el intervalo [a, b] que satisfagan {\displaystyle \sum _{i=1}^{n}\|x_{i}-x_{i-1}\|\leq C}, en donde {\displaystyle x_{0}=a,x_{n}=b}, {\displaystyle 0<\|x_{i}-x_{i-1}\|<\delta } y cada {\displaystyle \xi _{i}} está en el intervalo con puntos extremos {\displaystyle x_{i},x_{i+1}} (observando que los puntos no necesariamente están ordenados). |